# Ana López Martín

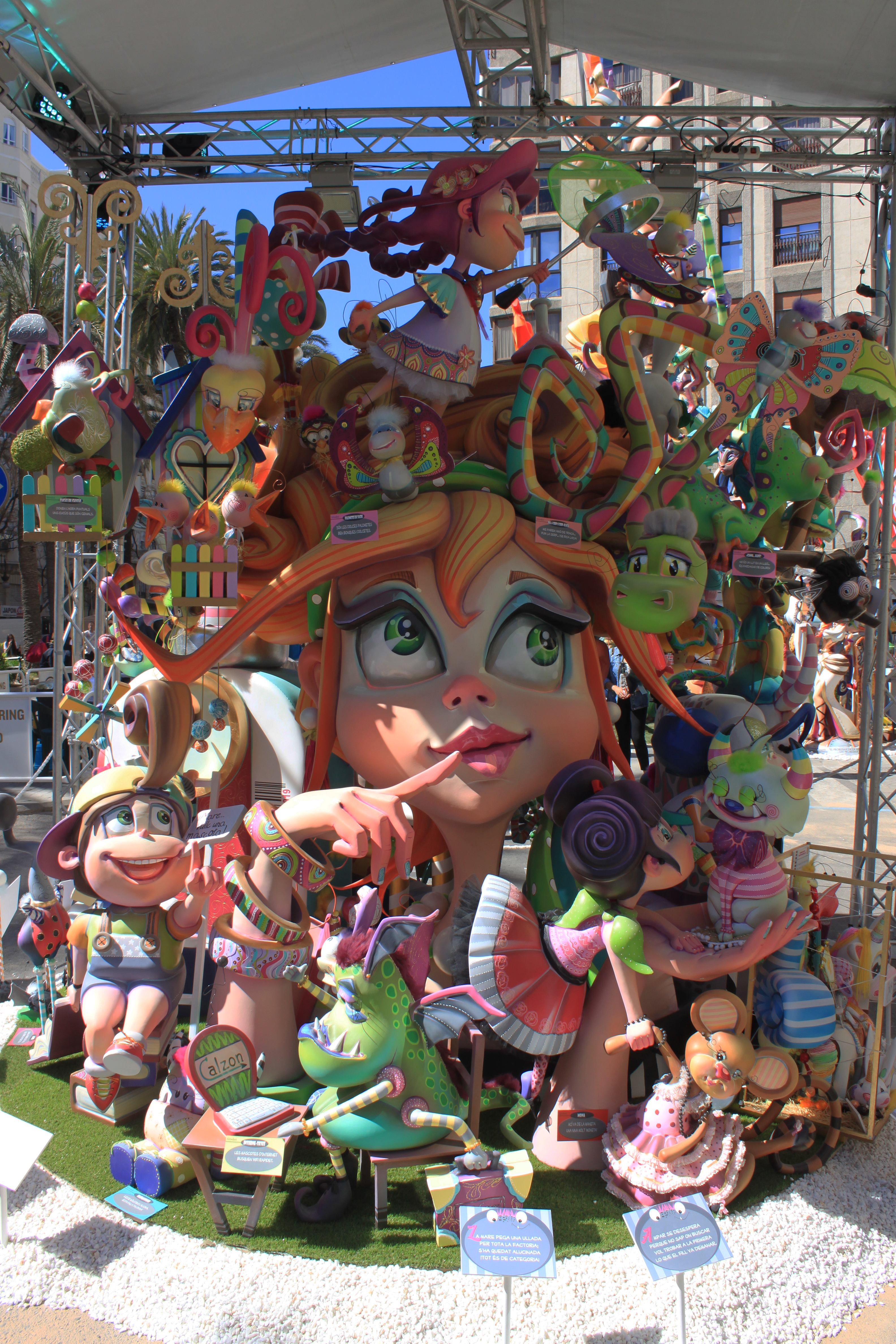
"Mare... Vull una mascota!", Falla infantil 2019 per Regne de València - Duc de Calàbria

Ana López Martín (Castelló de la Plana, 1 de juny de 1982) és una dissenyadora i artista fallera valenciana. Vincula la seua formació al món del disseny gràcies a l'orientació a l'institut del seu professor i escultor Alberto Falomir. Anys després i continuant en aquesta línia estudia Disseny de Paviments i Recobriments Ceràmics a l'Escola d'Art i Superior de Disseny de Castelló. Posseeix un Màster en Gestió del Disseny i Màrqueting realitzat l'any 2003. Desenvolupa la seua carrera professional prèvia a les Falles en el sector ceràmic castellonenc.
A diferència d'una gran quantitat d'artistes faller, no té vincles familiars relacionats amb la festa de les Falles ni amb les creacions efímeres falleres. El seu primer contacte arriba en 2003 on recorda l'obra de Pepet per la comissió de La Mercè de Borriana. En 2005 coneix a Sergi Musoles per a un any després començar a col·laborar amb ell en el disseny dels cadafals fallers creats pel jove artista borrianenc realitzant l'esbós de la Falla que plantarà a la demarcació de Ceramista Ros - J.M. Mortes Lerma en la secció de plata de les Falles de València. A partir d'aquesta primera experiència va agafant cada vegada un paper més rellevant dins de l'obrador de Musoles estant peça clau junt a Manuel Andrés Zarapico i Carlos Sanz als nombrosos primers premis d'enginy i gràcia aconseguits durant els anys que planten en Secció Especial del Cap i Casal.
La seua trajectòria en solitari està vinculada a la comissió Regne de València - Duc de Calàbria per a la qual planta la primera Falla infantil en 2015 amb el lema "Chis... garabis". Durant els següents anys continua realitzant el cadafal menut a la mateixa ubicació amb significatius èxit aconseguint un primer premi en 2016 amb "Arribarem a temps" i un primer premi d'enginy i gràcia en 2019 amb "Mare, vull una mascota". Les creacions d'Ana es caracteritzen per composicions de grans volums, amb una gran quantitat de figures que ocupen tot l'espai i les temàtiques abordades per l'artista barregen a parts iguals caràcter didàctic i diversió per atraure la mirada del públic tant infantil com jove.
En l'àmbit del disseny gràfic realitza encàrrecs com portades de revistes de temàtica fallera.